# Barbra Streisand

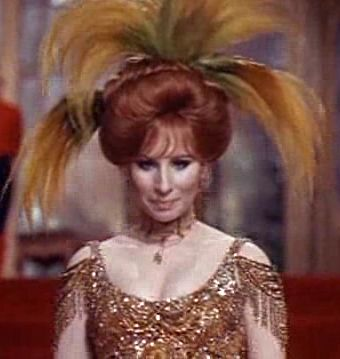
Barbara Streisand in Hello, Dolly!

Barbara Joan “Barbra” Streisand (New York, 24 april 1942) is een Amerikaans zangeres, actrice, producente en filmregisseuse. Ze won twee Oscars, vijf Emmy's, acht Grammy's en een Tony Award.

## Biografie

### Carrière
Barbara Joan Streisand werd geboren in Brooklyn, New York. Haar ouders, Emanuel Streisand en Dinah Rosen, waren van Joodse afkomst. Streisands grootouders van moederskant kwamen uit het Russische keizerrijk en die van vaderskant uit Pools Galicië. Ze emigreerden naar de VS rond de eeuwwisseling. Streisands ouders werkten in het onderwijs en ontmoetten elkaar op de school waar ze werkten. In augustus 1943, een paar maanden na haar eerste verjaardag, stierf Streisands vader plotseling. Haar moeder zorgde nu alleen voor het inkomen met een laagbetaalde baan als boekhouder.
Streisand heeft een oudere broer, Sheldon Streisand, en een negen jaar jongere halfzuster, Roslyn Kind, die werd geboren uit haar moeders tweede huwelijk met Louis Kind in 1951.
Streisands moeder had een mooie stem en samen maakten ze een paar keer een bandopname waarop ze als duo zongen. Dit is de eerste keer dat ze dacht aan een carrière als zangeres.  Streisand zat op school met Neil Diamond, met wie ze later een duet zong, en Bobby Fischer.
In haar jeugd werd ze zangeres in een club. In 1962 tekende ze haar eerste platencontract en haar debuutalbum Barbra Streisand Album won twee Grammy's in 1963. Streisands eerste nummer 1-album was People, dat in oktober 1964 de bovenste hitpositie bereikte. In de jaren 60 zong ze ook in musicals, trad ze op in televisieshows en maakte ze haar eerste film.
In 1976 maakte ze een klassiek album (Classical Barbra) met onder andere muziek van Robert Schumann. In 1979 nam ze met Donna Summer het nummer No More Tears (Enough Is Enough) op.
In 1980 scoorde ze een grote nummer 1-hit met Woman in Love. In Nederland was het de bestverkochte single van 1980. Het nummer is afkomstig van haar album Guilty, uit 1980, waarop ze samenwerkt met Barry Gibb. In 2005 werken ze wederom samen aan de opvolger, Guilty Pleasures.
Als zangeres scoorde ze in 1997 alleen in de Nederlandse Top 40 nog een nummer 1-hit met Tell Him, een duet met Céline Dion. In de Mega Top 100 kwam hij niet hoger dan nummer twee.
Streisand bracht meer dan zestig albums uit, waarvan twaalf soundtrack-albums bij films. Ze is de vrouwelijke artiest met de meeste gouden, platina en multi-platina albums.
In 2000 nam ze bijna afscheid van het liveoptreden met haar Timeless-tour. Haar laatste concert vond plaats op 28 september 2000 in Madison Square Garden, New York. In 2006 heeft Streisand echter weer een tournee gedaan in Noord-Amerika en Canada, samen met Il Divo als haar gast. Het eerste concert van deze tournee vond plaats op 4 oktober 2006 in Philadelphia, Pennsylvania en het laatste concert op 20 november 2006 in Los Angeles, Californië.
Voor het eerst in haar meer dan 40-jarige carrière maakte Streisand in 2007 een tour op het Europese continent. In 1994 had ze wel al in Londen een aantal concerten gegeven, maar in 2007 vonden er concerten plaats in meerdere Europese steden. In Zürich, Wenen, Parijs, Berlijn, Manchester, Dublin en Londen heeft Streisand een of meerdere concerten gegeven.
In 2014 kwam Streisand met Partners op de eerste plaats binnen in de Billboard 200 Chart. Daarmee is zij de eerste artiest die zes decennia achtereen met minstens één album de bovenste plek van de hitlijst heeft weten te bereiken. Partners is in totaal het tiende nummer 1-album van Streisand in de Billboardlijst. Daarmee is zij vrouwelijk recordhouder.

### Persoonlijk
Streisand is tussen 1963 en 1971 getrouwd geweest met Elliott Gould. Ze kregen in 1966 een zoon, Jason Gould (1966), die in 1991 ook de zoon van Streisand speelde in de film Prince of Tides. In 1998 trouwde ze met James Brolin. Streisand is een vurig aanhangster van de Democratische Partij.

## Filmografie
| Jaar | Titel                              | Rol                                       | Opmerkingen                                                              |
| ---- | ---------------------------------- | ----------------------------------------- | ------------------------------------------------------------------------ |
| 1968 | Funny Girl                         | Fanny Brice                               |                                                                          |
| 1969 | Hello, Dolly!                      | Dolly Levi                                |                                                                          |
| 1970 | On a Clear Day You Can See Forever | Daisy Gamble / Melinda Tentrees           |                                                                          |
| 1970 | The Owl and the Pussycat           | Doris Wilgus/Wadsworth/Wellington/Waverly |                                                                          |
| 1972 | What's Up, Doc?                    | Judy Maxwell                              |                                                                          |
| 1972 | Up the Sandbox                     | Margaret Reynolds                         |                                                                          |
| 1973 | The Way We Were                    | Katie Morosky                             |                                                                          |
| 1974 | For Pete's Sake                    | Henrietta 'Henry' Robbins                 |                                                                          |
| 1975 | Funny Lady                         | Fanny Brice                               |                                                                          |
| 1976 | A Star Is Born                     | Esther Hoffman Howard                     | Ook uitvoerend producent                                                 |
| 1979 | The Main Event                     | Hillary Kramer                            | Ook producent                                                            |
| 1981 | All Night Long                     | Cheryl Gibbons                            |                                                                          |
| 1983 | Yentl                              | Yentl/Anshel                              | Ook producent, regisseur en schrijfster, zie ook Yentl de jesjiva-jongen |
| 1987 | Nuts                               | Claudia Faith Draper                      | Ook producent                                                            |
| 1988 | Miami-Vice tv-serie                | voetganger                                |                                                                          |
| 1991 | The Prince of Tides                | Dr. Susan Lowenstein                      | Ook producent en regisseur                                               |
| 1996 | The Mirror Has Two Faces           | Rose Morgan                               | Ook producent en regisseur                                               |
| 2004 | Meet the Fockers                   | Roz Focker                                |                                                                          |
| 2010 | Meet the Parents: Little Fockers   | Roz Focker                                |                                                                          |
| 2012 | The Guilt Trip                     | Joyce Brewster                            |                                                                          |

## Discografie
| Jaar | Titel                                                                                                | Opmerkingen |
| ---- | --- | --- |
| 1962 | I Can Get It for You Wholesale                                                                       | Original cast recording |
| 1962 | Pins and Needles                                                                                     | 25th Anniversary Edition of the Musical Revue                                                                                        |
| 1963 | Streisand live -1963 the incomparible Barbra in a rare, never before available nightclub performance | |
| 1963 | The Barbra Streisand Album                                                                           | Barbra Streisands eerste studioalbum. Grammy Award: Album van het Jaar, Best vocaal vrouwen, beste albumcover                        |
| 1963 | The Second Barbra Streisand Album                                                                    | Opgenomen in slechts vier dagen |
| 1964 | The Third Album                                                                                      | |
| 1964 | Funny Girl                                                                                           | Original cast recording, Grammy Award                                                                                                |
| 1964 | People                                                                                               | Grammy Award: Best Female Vocal Performance (People)                                                                                 |
| 1965 | My Name Is Barbra                                                                                    | Grammy Award: Best Female Vocal Performance for the album                                                                            |
| 1965 | My Name Is Barbra, Two...                                                                            | Samen met het vorige album een deel van de gelijknamige tv-special                                                                   |
| 1966 | Color Me Barbra                                                                                      | Album van de gelijknamige tv-special                                                                                                 |
| 1966 | Je m'appelle Barbra                                                                                  | |
| 1967 | Simply Streisand                                                                                     | Gelijktijdig uitgebracht met A Christmas Album                                                                                       |
| 1967 | A Christmas Album                                                                                    | Gelijktijdig uitgebracht met Simply Streisand. Een van de meest verkochte kerstalbums aller tijden                                   |
| 1968 | Funny Girl                                                                                           | Original Movie Soundtrack Recording                                                                                                  |
| 1968 | A Happening in Central Park                                                                          | Eerste live-album |
| 1969 | What About Today?                                                                                    | |
| 1969 | Hello, Dolly!                                                                                        | Original Movie Soundtrack Recording                                                                                                  |
| 1970 | Barbra Streisand's Greatest Hits                                                                     | Eerste album met hoogtepunten |
| 1970 | On a Clear Day You Can See Forever                                                                   | Original Movie Soundtrack Recording                                                                                                  |
| 1970 | The Owl and the Pussycat                                                                             | Soundtrack |
| 1971 | Stoney End                                                                                           | |
| 1971 | Barbra Joan Streisand                                                                                | |
| 1972 | Live Concert at the Forum                                                                            | Tweede live-album |
| 1973 | Barbra Streisand...and Other Musical Instruments                                                     | Naar de gelijknamige tv-special |
| 1974 | The Way We Were                                                                                      | Soundtrack van de gelijknamige film. Voornamelijk instrumentaal                                                                      |
| 1974 | The Way We Were                                                                                      | Met o.a. de hits The Way We Were en All in Love Is Fair                                                                              |
| 1974 | ButterFly                                                                                            | |
| 1975 | Funny Lady                                                                                           | Original Movie Soundtrack Recording. Vervolg op Funny Girl                                                                           |
| 1975 | Lazy Afternoon                                                                                       | |
| 1976 | Classical Barbra                                                                                     | |
| 1976 | A Star Is Born                                                                                       | Original Movie Soundtrack Recording. Grammy Awards o.a.: Song of the Year (Evergreen), Best Pop Female Vocal Performance (Evergreen) |
| 1977 | Superman                                                                                             | |
| 1978 | Songbird                                                                                             | |
| 1978 | Barbra Streisand's Greatest Hits Volume 2                                                            | Tweede hitsalbum. 5 maal platina |
| 1979 | The Main Event                                                                                       | Original Movie Soundtrack Recording                                                                                                  |
| 1979 | Wet                                                                                                  | Met de hit No More Tears (Enough Is Enough) met Donna Summer.                                                                        |
| 1980 | Guilty                                                                                               | 5 maal platina, samenwerkingsproject met Barry Gibb, heruitgave in 2005 incl. dvd                                                    |
| 1981 | Memories                                                                                             | 5 maal platina |
| 1983 | Yentl                                                                                                | Original Movie Soundtrack Recording                                                                                                  |
| 1984 | Emotion                                                                                              | Met de hit Left in the Dark |
| 1985 | The Broadway Album                                                                                   | Grammy Award: Best Pop Female Vocal Performance                                                                                      |
| 1987 | One Voice                                                                                            | Derde live-album, live in haar achtertuin in Malibu                                                                                  |
| 1987 | Nuts                                                                                                 | Instrumentaal album geschreven door Streisand zelf. Oplage van 12.000 cd's                                                           |
| 1988 | Till I Loved You                                                                                     | Met de hit Till I Loved You met Don Johnson                                                                                          |
| 1989 | A Collection: Greatest Hits... and More                                                              | Derde Greatest Hits-album |
| 1991 | Just for the Record...                                                                               | Cd-boxset van vier cd's, chronologisch van de jaren 60 tot 90                                                                        |
| 1991 | The Prince of Tides                                                                                  | Original Movie Soundtrack Recording                                                                                                  |
| 1992 | Highlights from Just for the Record                                                                  | Hoogtepunten van de cd-boxset Just for the Record uit 1991                                                                           |
| 1993 | Back to Broadway                                                                                     | |
| 1994 | The Concert                                                                                          | Live-album |
| 1995 | The Concert Highlights                                                                               | |
| 1996 | The Mirror Has Two Faces                                                                             | Original Soundtrack Recording |
| 1997 | Higher Ground                                                                                        | Met de hit Tell Him met Celine Dion                                                                                                  |
| 1999 | A Love Like Ours                                                                                     | |
| 2000 | Timeless: Live in Concert                                                                            | |
| 2001 | Christmas Memories                                                                                   | Barbra Streisands tweede Kerstalbum                                                                                                  |
| 2002 | The Essential Barbra Streisand                                                                       | In Nederland eerst uitgebracht als The Ultimate Collection                                                                           |
| 2002 | Duets                                                                                                | Verzameling van alle duetten |
| 2003 | The Movie Album                                                                                      | Ook uitgebracht op sacd |
| 2005 | Guilty Pleasures                                                                                     | Tweede project samen met Barry Gibb                                                                                                  |
| 2006 | Live in Concert 2006                                                                                 | Liveregistratie van tournee 2006 |
| 2009 | Love Is the Answer                                                                                   | Geproduceerd door Diana Krall |
| 2010 | One Night Only... at the Village Vanguard                                                            | |
| 2010 | Barbra: The Ultimate Collection                                                                      | |
| 2011 | What Matters Most                                                                                    | Barbra Streisand Sings the Lyrics of Alan & Marilyn Bergman                                                                          |
| 2012 | Release Me                                                                                           | |
| 2013 | The Classic Christmas Album                                                                          | Verzamelalbum |
| 2013 | Back to Brooklyn                                                                                     | Live-registratie van Barbra's Amerikaanse tournee in 2012.                                                                           |
| 2014 | Partners                                                                                             | Dit is Barbra Streisands tweede duettenalbum.                                                                                        |
| 2016 | Encore: Movie Partners Sing Broadway                                                                 | |
| 2017 | The Music...The Mem'ries...The Magic!                                                                | Barbra Streisands negende live-album. Het concert is alleen via Netflix te zien.                                                     |
| 2018 | Walls                                                                                                | Barbra Streisands eerste studioalbum met nieuwe geschreven liedjes                                                                   |
| 2021 | Release me 2                                                                                         | |

## Hitlijsten

### Albums
| Album met eventuele hitnotering(en) in de Nederlandse Album Top 100             | Datum van verschijnen | Datum van binnenkomst | Hoogste positie | Aantal weken | Opmerkingen                                      |
| ------------------------------------------------------------------------------- | --------------------- | --------------------- | --------------- | ------------ | ------------------------------------------------ |
| A Star Is Born                                                                  | 1977                  | 23 april 1977         | 9               | 19           | met Kris Kristofferson / Soundtrack              |
| Superman                                                                        | 1977                  | 16 juli 1977          | 23              | 7            |                                                  |
| Guilty                                                                          | 1980                  | 4 oktober 1980        | 1(7wk)          | 37           |                                                  |
| Memories                                                                        | 1981                  | 5 december 1981       | 12              | 12           | Verzamelalbum                                    |
| Memories                                                                        | 1983                  | -                     |                 |              | Nr. 2 in de TV LP Top 15                         |
| Yentl                                                                           | 1983                  | 26 november 1983      | 5               | 25           | Soundtrack                                       |
| Emotion                                                                         | 1984                  | 20 oktober 1984       | 11              | 15           |                                                  |
| The Broadway album                                                              | 1985                  | 23 november 1985      | 26              | 33           |                                                  |
| One Voice                                                                       | 1987                  | 9 mei 1987            | 2               | 57           | Livealbum                                        |
| Till I Loved You                                                                | 1988                  | 5 november 1988       | 5               | 26           |                                                  |
| A Collection: Greatest Hits... and More                                         | 1989                  | 28 oktober 1989       | 6               | 33           | Verzamelalbum                                    |
| A Christmas Album                                                               | 1990                  | 22 december 1990      | 58              | 3            |                                                  |
| Back to Broadway                                                                | 1993                  | 10 juli 1993          | 23              | 18           |                                                  |
| The Concert                                                                     | 1994                  | 8 oktober 1994        | 26              | 19           | Livealbum                                        |
| Higher Ground                                                                   | 1997                  | 22 november 1997      | 5               | 27           |                                                  |
| A Love Like Ours                                                                | 1999                  | 25 september 1999     | 33              | 16           |                                                  |
| The Ultimate Collection                                                         | 2002                  | 30 maart 2002         | 4               | 19           | Wereldwijde titel The Essential Barbra Streisand |
| Duets                                                                           | 2002                  | 7 december 2002       | 9               | 17           |                                                  |
| The Movie Album                                                                 | 2003                  | 8 november 2003       | 43              | 12           |                                                  |
| The Christmas Collection                                                        | 2004                  | 20 november 2004      | 36              | 7            |                                                  |
| The Essential                                                                   | 2002                  | 16 april 2005         | 42              | 6            |                                                  |
| Guilty (25th Anniversary Edition)                                               | 2005                  | 24 september 2005     | 61              | 6            |                                                  |
| Guilty Pleasures                                                                | 2005                  | 24 september 2005     | 6               | 19           |                                                  |
| Live in Concert 2006                                                            | 2007                  | 2 juni 2007           | 5               | 12           | Livealbum                                        |
| Love Is the Answer                                                              | 25 september 2009     | 3 oktober 2009        | 4               | 13           |                                                  |
| Barbra: The Ultimate Collection                                                 | 22 oktober 2010       | 6 november 2010       | 32              | 8            | Verzamelalbum                                    |
| What Matters Most - Barbra Streisand Sings the Lyrics of Alan & Marilyn Bergman | 19 augustus 2011      | 27 augustus 2011      | 19              | 6            |                                                  |
| Release Me                                                                      | 2012                  | 13 oktober 2012       | 37              | 1*           |                                                  |
| Partners                                                                        | 2014                  | 20 september 2014     | 2               | 1*           |                                                  |

| Album met hitnotering(en) in de Vlaamse Ultratop 200 albums                     | Datum van verschijnen | Datum van binnenkomst | Hoogste positie | Aantal weken | Opmerkingen |
| ------------------------------------------------------------------------------- | --------------------- | --------------------- | --------------- | ------------ | ----------- |
| Higher Ground                                                                   | 1997                  | 22 november 1997      | 22              | 10           |             |
| The Essential                                                                   | 2002                  | 30 maart 2002         | 12              | 8            |             |
| Duets                                                                           | 2002                  | 21 december 2002      | 36              | 4            |             |
| The Movie Album                                                                 | 2003                  | 15 november 2003      | 29              | 5            |             |
| Guilty Pleasures                                                                | 2005                  | 1 oktober 2005        | 12              | 15           |             |
| Love Is the Answer                                                              | 2009                  | 3 oktober 2009        | 12              | 10           |             |
| What Matters Most - Barbra Streisand Sings the Lyrics of Alan & Marilyn Bergman | 2011                  | 3 september 2011      | 60              | 4            |             |
| Release Me                                                                      | 2012                  | 20 oktober 2012       | 125             | 4            |             |
| Back to Brooklyn                                                                | 2013                  | 24 november 2013      | 106             | 7            |             |
| Partners                                                                        | 2014                  | 20 september 2014     | 17              | 14*          |             |

### Singles
| Single met eventuele hitnotering(en) in de Nederlandse Top 40 | Datum van verschijnen | Datum van binnenkomst | Hoogste positie | Aantal weken | Opmerkingen                                                |
| ------------------------------------------------------------- | --------------------- | --------------------- | --------------- | ------------ | ---------------------------------------------------------- |
| People                                                        | 1965                  | 30 oktober 1965       | 30              | 3            |                                                            |
| Second hand Rose                                              | 1966                  | 26 februari 1966      | 3               | 16           |                                                            |
| Stoney End                                                    | 1971                  | 16 januari 1971       | tip25           | -            |                                                            |
| Evergreen (Love Theme from A Star Is Born)                    | 1977                  | 30 april 1977         | 19              | 7            | Nr. 18 in de Single Top 100                                |
| You Don't Bring Me Flowers                                    | 1978                  | 9 december 1978       | 15              | 6            | met Neil Diamond / Nr. 14 in de Single Top 100             |
| No More Tears (Enough Is Enough)                              | 1979                  | 10 november 1979      | 20              | 6            | met Donna Summer / Nr. 27 in de Single Top 100             |
| Woman in Love                                                 | 1980                  | 27 september 1980     | 1(6wk)          | 14           | Nr. 1 in de Single Top 100 / Bestverkochte single van 1980 |
| Guilty                                                        | 1980                  | 29 november 1980      | 12              | 6            | met Barry Gibb / Nr. 15 in de Single Top 100               |
| Comin' In and Out of Your Life                                | 1981                  | 21 november 1981      | 19              | 5            | Nr. 26 in de Single Top 100 / Alarmschijf                  |
| Memory                                                        | 1983                  | 30 april 1983         | 21              | 6            | Nr. 19 in de Single Top 100                                |
| Left in the Dark                                              | 1984                  | 6 oktober 1984        | 20              | 6            | Nr. 28 in de Single Top 100                                |
| Till I Loved You                                              | 1988                  | 12 november 1988      | 4               | 11           | met Don Johnson / Nr. 4 in de Single Top 100 / Alarmschijf |
| All I Ask of You                                              | 1989                  | 18 februari 1989      | tip21           | -            | Nr. 56 in de Single Top 100                                |
| We're Not Makin' Love Anymore                                 | 1989                  | -                     |                 |              | Nr. 89 in de Single Top 100                                |
| Someone That I Used to Love                                   | 1990                  | -                     |                 |              | Nr. 86 in de Single Top 100                                |
| I Finally Found Someone                                       | 1997                  | 11 januari 1997       | 16              | 7            | met Bryan Adams / Nr. 16 in de Single Top 100              |
| Tell Him                                                      | 1997                  | 15 november 1997      | 1(1wk)          | 17           | met Céline Dion / Nr. 2 in de Single Top 100               |
| If You Ever Leave Me                                          | 1999                  | 25 september 1999     | tip21           | -            | met Vince Gill / Nr. 82 in de Single Top 100               |

| Single met hitnotering(en) in de Vlaamse Ultratop 50 | Datum van verschijnen | Datum van binnenkomst | Hoogste positie | Aantal weken | Opmerkingen     |
| ---------------------------------------------------- | --------------------- | --------------------- | --------------- | ------------ | --------------- |
| I Finally Found Someone                              | 1997                  | 1 februari 1997       | 6               | 18           | met Bryan Adams |
| Tell Him                                             | 1997                  | 15 november 1997      | 3               | 19           | met Céline Dion |

### NPO Radio 2 Top 2000
| Nummers met noteringen in de NPO Radio 2 Top 2000 | '99  | '00 | '01  | '02  | '03  | '04  | '05  | '06  | '07  | '08  | '09  | '10  | '11  | '12  | '13  | '14  | '15  | '16  | '17  | '18  | '19  | '20  | '21  | '22  | '23  | '24  |
| ------------------------------------------------- | ---- | --- | ---- | ---- | ---- | ---- | ---- | ---- | ---- | ---- | ---- | ---- | ---- | ---- | ---- | ---- | ---- | ---- | ---- | ---- | ---- | ---- | ---- | ---- | ---- | ---- |
| Evergreen                                         | 1078 | -   | 1536 | 1853 | 1752 | 1349 | 1386 | 1235 | 963  | 1242 | 1185 | 1116 | 1806 | 1733 | 1751 | 1795 | -    | -    | -    | -    | -    | -    | -    | -    | -    | -    |
| Guilty (met Barry Gibb)                           | 592  | 669 | 539  | 752  | 686  | 519  | 401  | 482  | 464  | 488  | 596  | 489  | 725  | 931  | 1358 | 1208 | 1313 | 1219 | 1385 | 1059 | 1278 | 1097 | 1176 | 1117 | 1058 | 1233 |
| I Finally Found Someone (met Bryan Adams)         | 795  | 918 | 994  | 1594 | 1428 | 1446 | 1569 | 1911 | 1708 | 1613 | -    | -    | -    | -    | -    | -    | -    | -    | -    | -    | -    | -    | -    | -    | -    | -    |
| Memory                                            | 337  | -   | 315  | 302  | 408  | 330  | 314  | 267  | 197  | 255  | 328  | 343  | 440  | 621  | 696  | 604  | 788  | 930  | 881  | 1018 | 1143 | 1251 | 1252 | 1425 | 1335 | 1410 |
| Papa, Can You Hear Me?                            | -    | -   | -    | -    | -    | -    | -    | -    | 358  | 1577 | 532  | 465  | 627  | 793  | 895  | 904  | 1090 | 1255 | 1187 | 1700 | 1891 | 1835 | 1947 | -    | -    | -    |
| Second hand Rose                                  | -    | -   | -    | -    | -    | -    | -    | -    | 1674 | -    | -    | -    | -    | -    | -    | -    | -    | -    | -    | -    | -    | -    | -    | -    | -    | -    |
| Tell Him (met Céline Dion)                        | 158  | 303 | 273  | 323  | 506  | 385  | 375  | 437  | 477  | 414  | 748  | 659  | 856  | 1436 | 1606 | 1463 | 1659 | -    | 1354 | 1481 | 1519 | 1385 | 1665 | 1695 | 1546 | 1533 |
| The Way We Were                                   | 903  | -   | 1005 | 733  | 913  | 859  | 964  | 806  | 442  | 688  | 790  | 837  | 983  | 1126 | 1104 | 1170 | 1432 | 1518 | 1280 | 1572 | 1900 | 1782 | 1949 | -    | 1969 | 1856 |
| Woman in Love                                     | 92   | 157 | 176  | 196  | 193  | 219  | 173  | 229  | 156  | 176  | 246  | 242  | 453  | 755  | 661  | 536  | 672  | 630  | 542  | 842  | 1115 | 1093 | 1126 | 1149 | 1046 | 1029 |
| You Don't Bring Me Flowers (met Neil Diamond)     | 619  | 685 | 427  | 1665 | 1793 | 1321 | 1243 | 987  | 1347 | 1188 | 1355 | 1216 | 1714 | 1779 | 1381 | 1269 | 1654 | 1532 | 1530 | 1948 | 1986 | 1924 | -    | -    | -    | -    |

1. ↑  Een '-' betekent dat het nummer niet was genoteerd en een vetgedrukt getal geeft de hoogste notering van een nummer aan.

### Dvd's
| Dvd's met eventuele hitnoteringen in de Nederlandse Music Top 30     | Datum van verschijnen | Datum van binnenkomst | Hoogste positie | Aantal weken | Opmerkingen |
| -------------------------------------------------------------------- | --------------------- | --------------------- | --------------- | ------------ | ----------- |
| Timeless: Live in Concert                                            | 2002                  | 24 augustus 2002      | 5               | 2            |             |
| The Concert: Live at the MGM Grand                                   | 2004                  | 10 april 2004         | 18              | 6            |             |
| Barbra Streisand: The Concerts                                       | 2009                  | 21 maart 2009         | 4               | 10           |             |
| One Night Only: Barbra Streisand and Quartet at The Village Vanguard | 2010                  | 8 mei 2010            | 3               | 14           | met Quartet |

### Bestseller 60
| Boeken met noteringen in de Nederlandse Bestseller 60 | Jaar van verschijnen | Datum van binnenkomst | Hoogste positie | Aantal weken | Opmerkingen |
| ----------------------------------------------------- | -------------------- | --------------------- | --------------- | ------------ | ----------- |
| Mijn naam is Barbra                                   | 2023                 | 15-11-2023            | 14              | 2            |             |

## Varia
- Het streisandeffect is naar haar genoemd.
- In 1979 werd een hit van de muziekgroep Boney M. naar haar genoemd, evenals een hit van de dj's Duck Sauce uit 2010.